# Bhimbetka

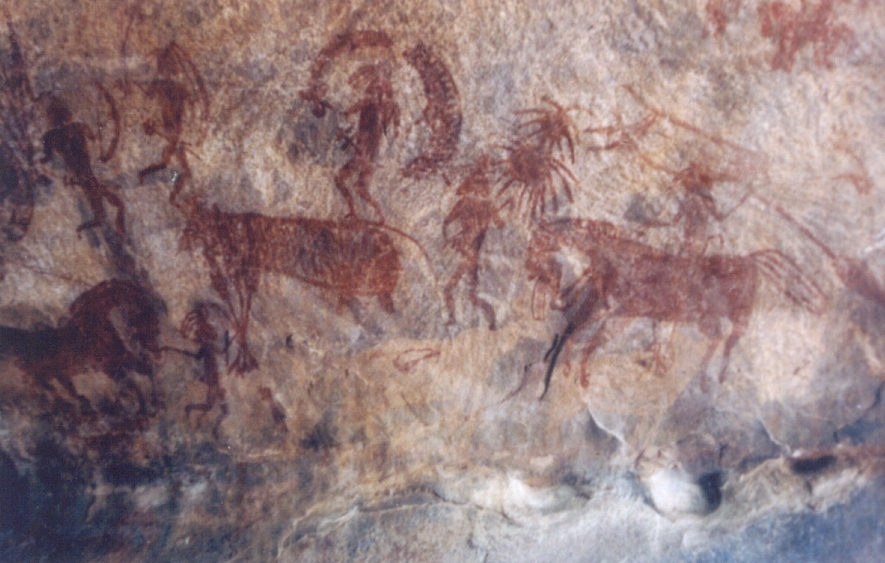
Klippmålning i Bhimbetka.

Bhimbetka, en plats i den indiska delstaten Madhya Pradesh, där några av de tidigaste spåren av mänskligt liv på Indiska halvön påträffats. Klippformationerna med boplatser från stenåldern har av Unesco utpekats som världsarv. De äldsta målningarna anses vara upp till 10 000 år gamla. Området beboddes och användes under mycket lång tid och de nyaste målningarna är mindre än 1500 år gamla.

## Bilder

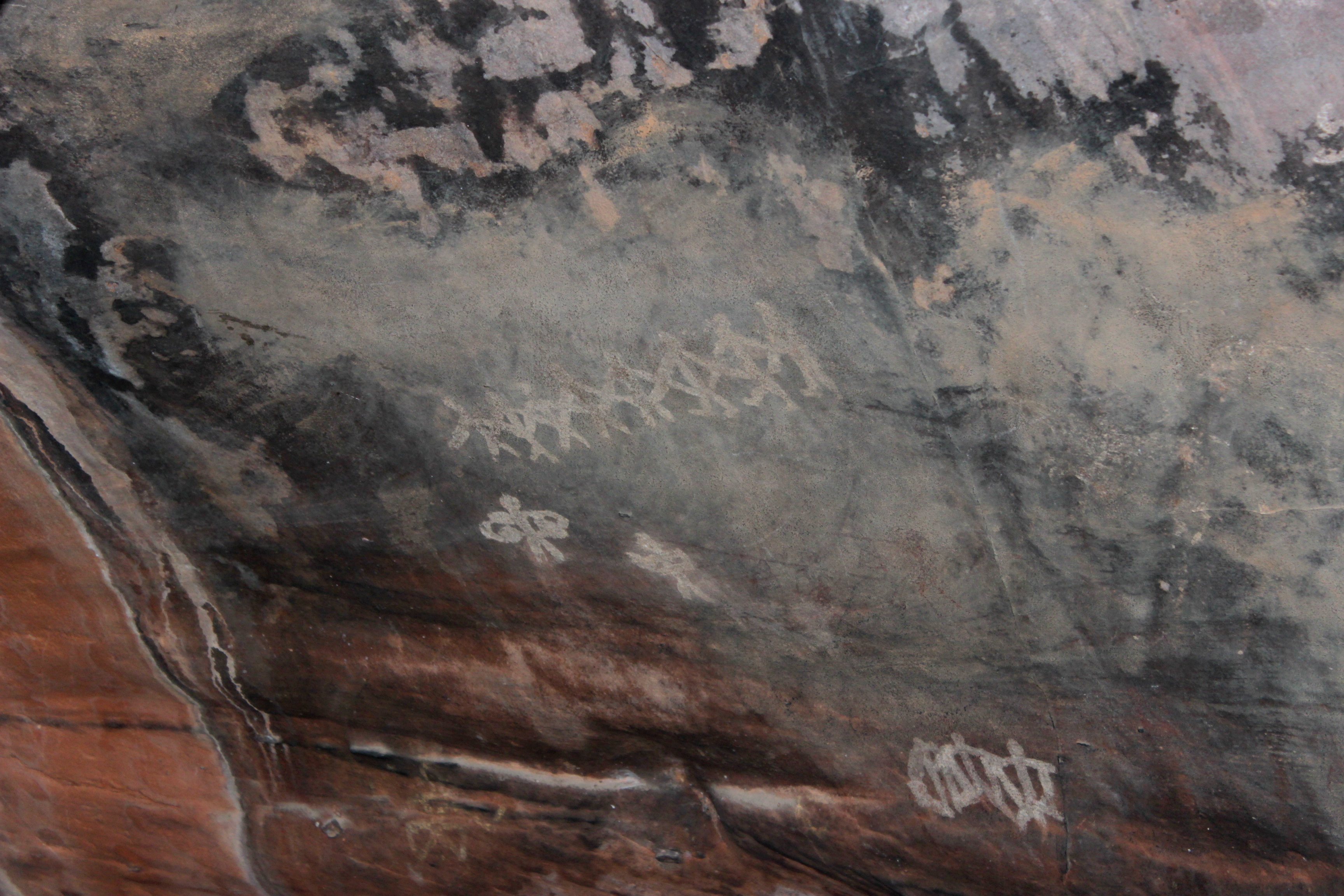
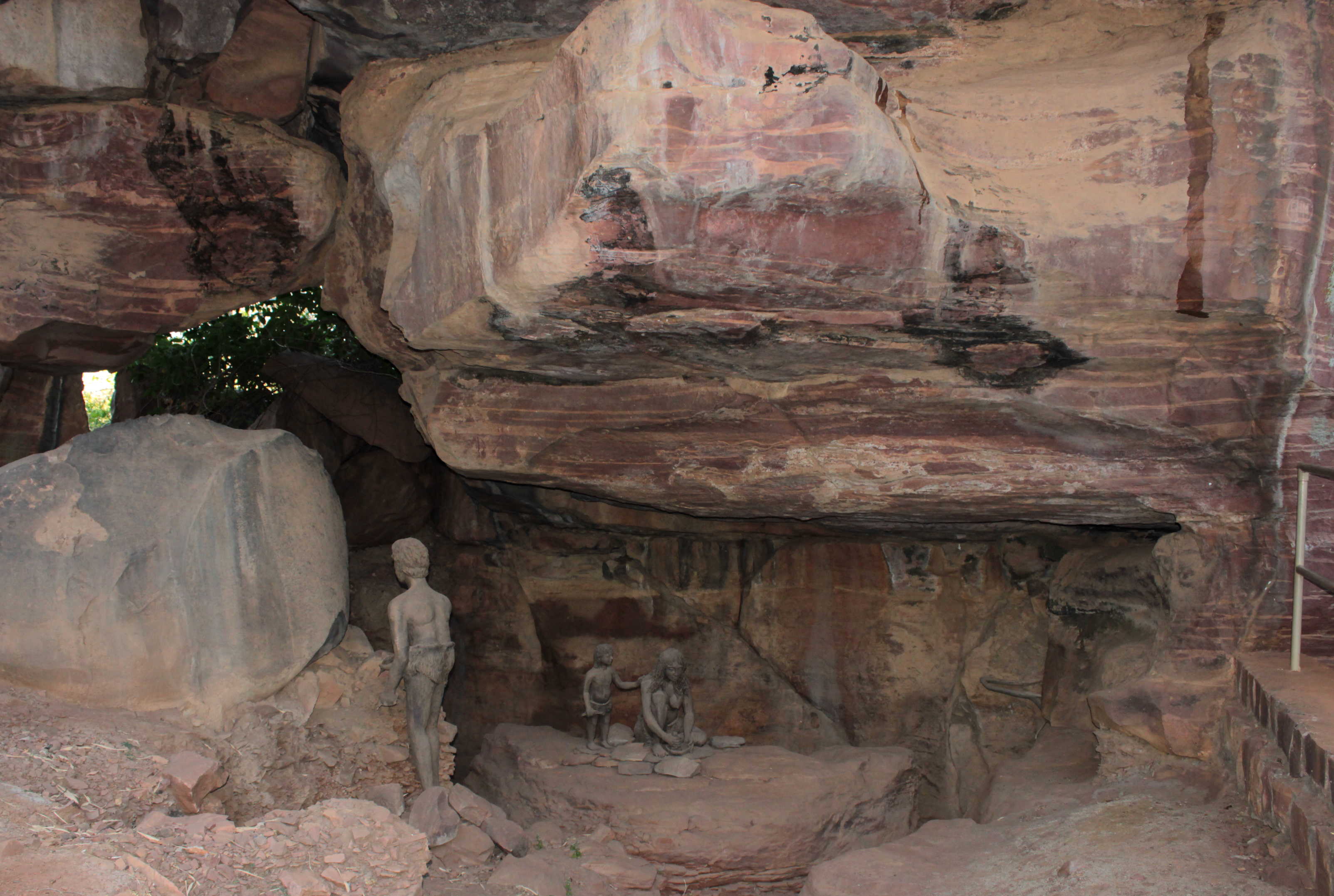
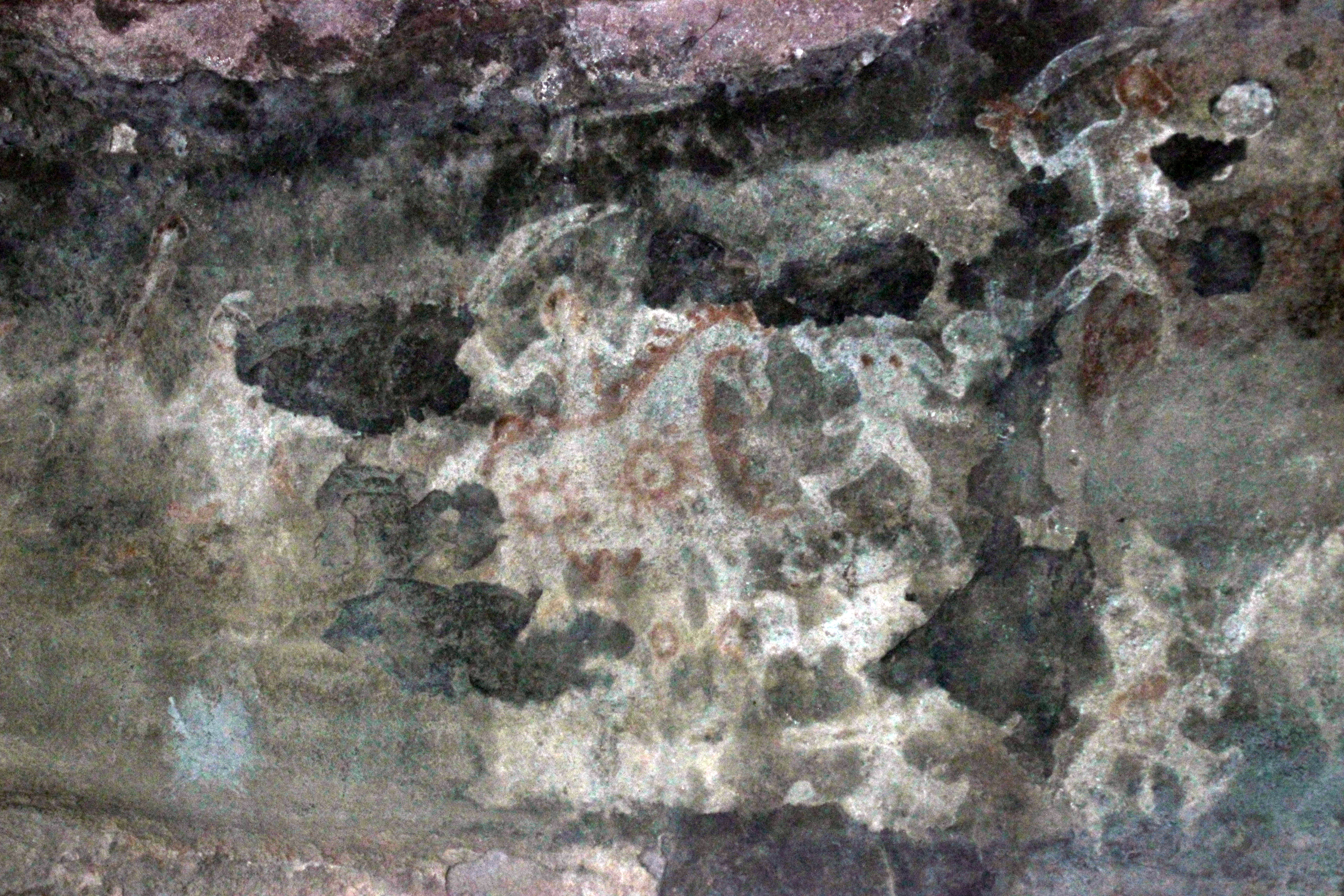
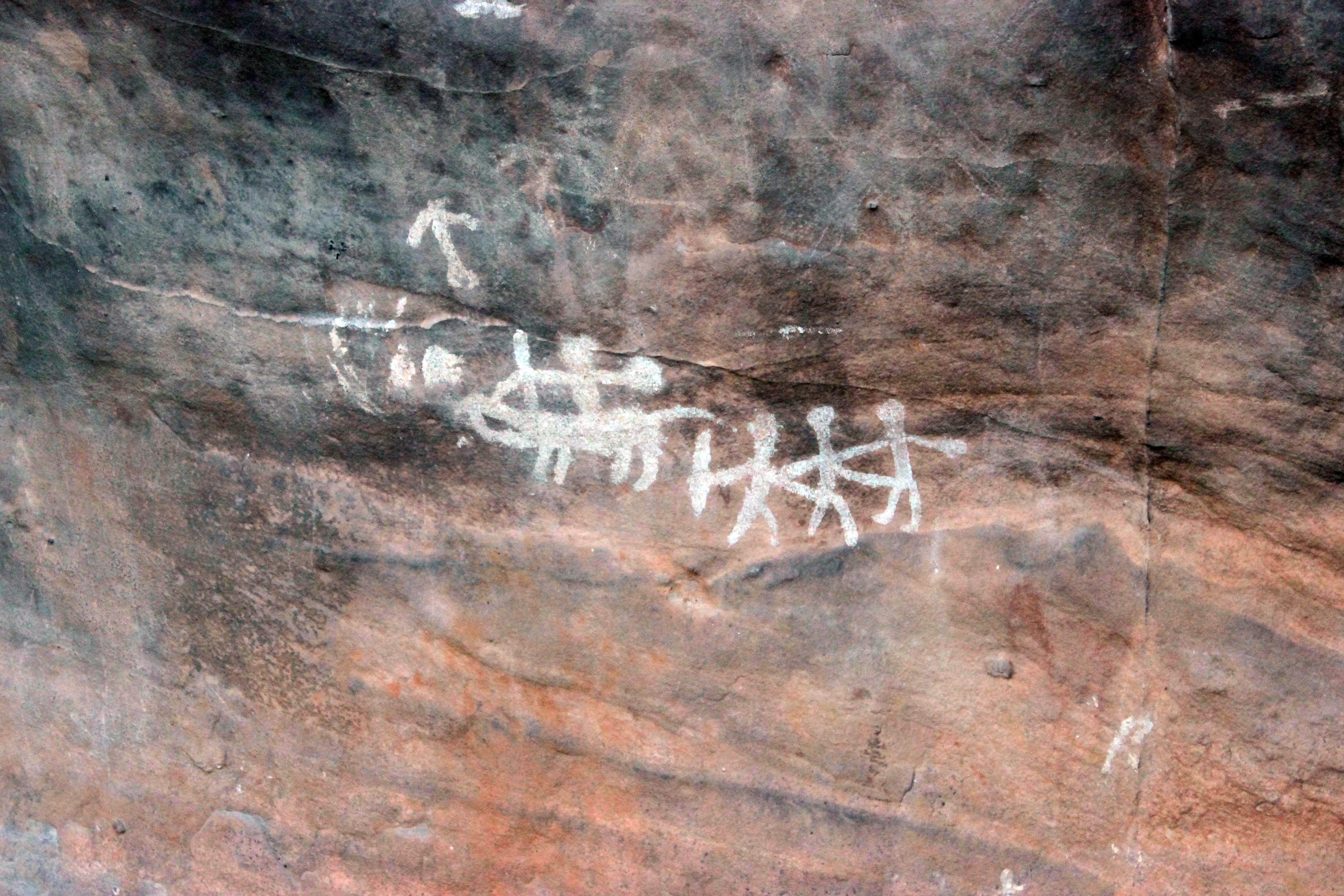
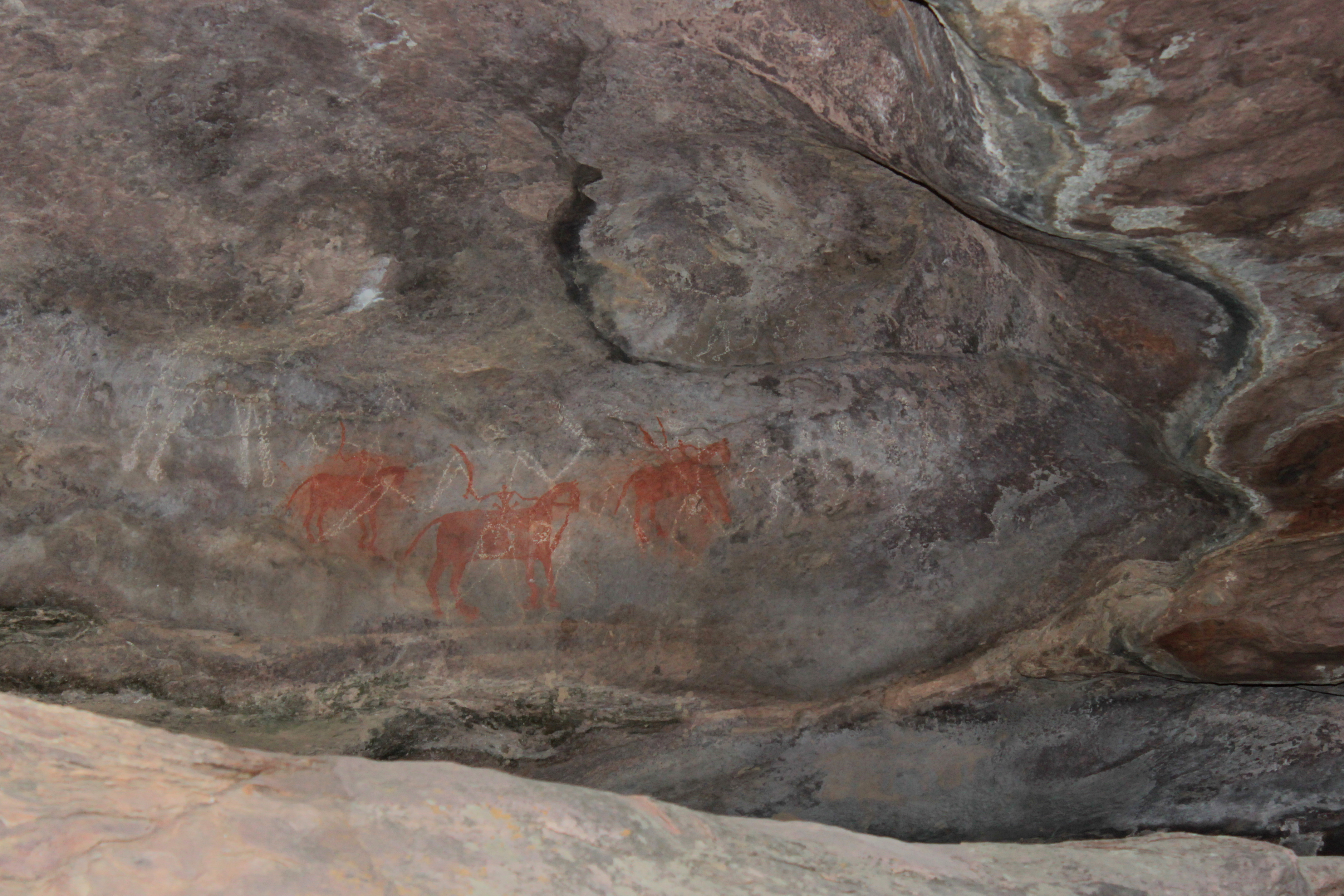
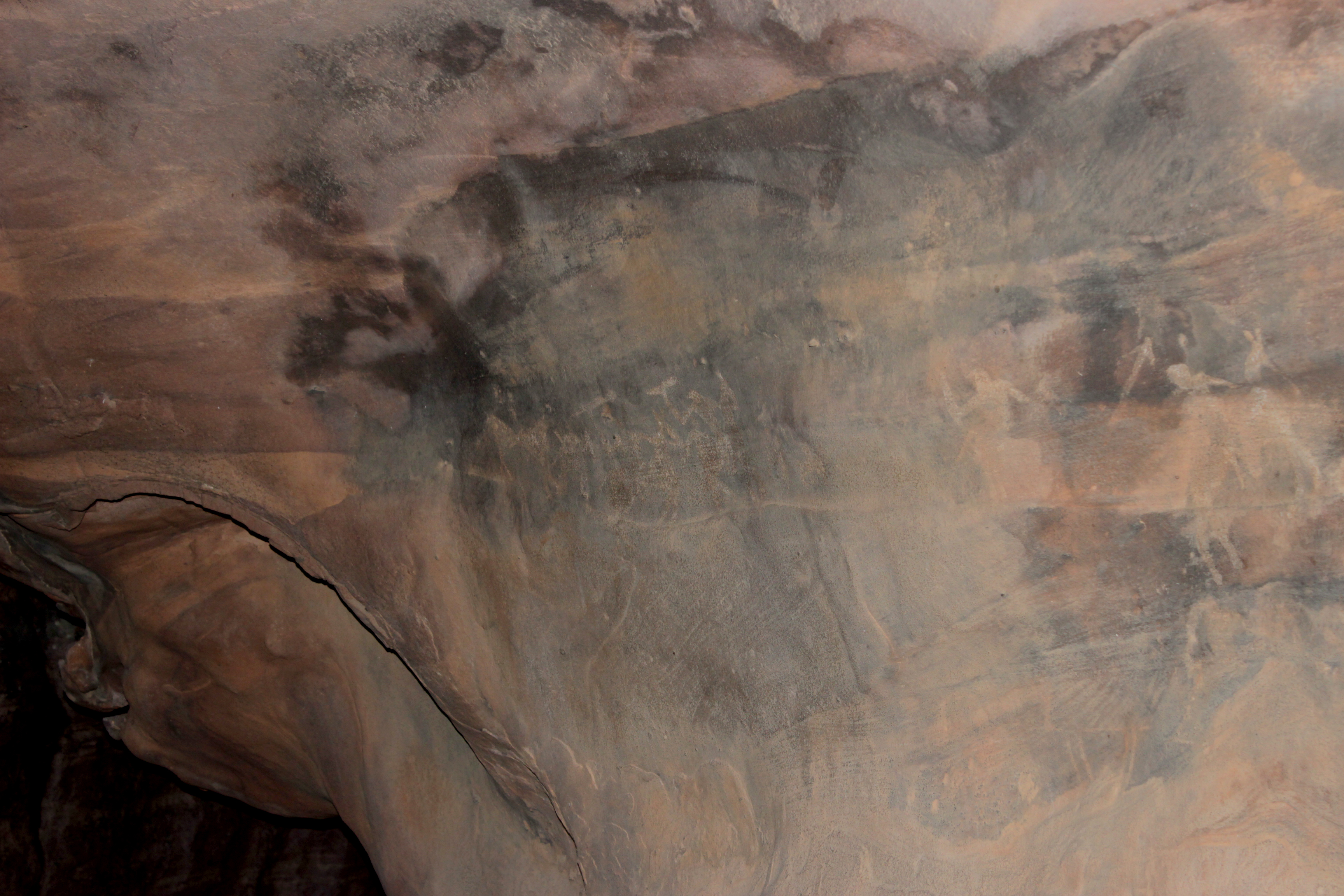
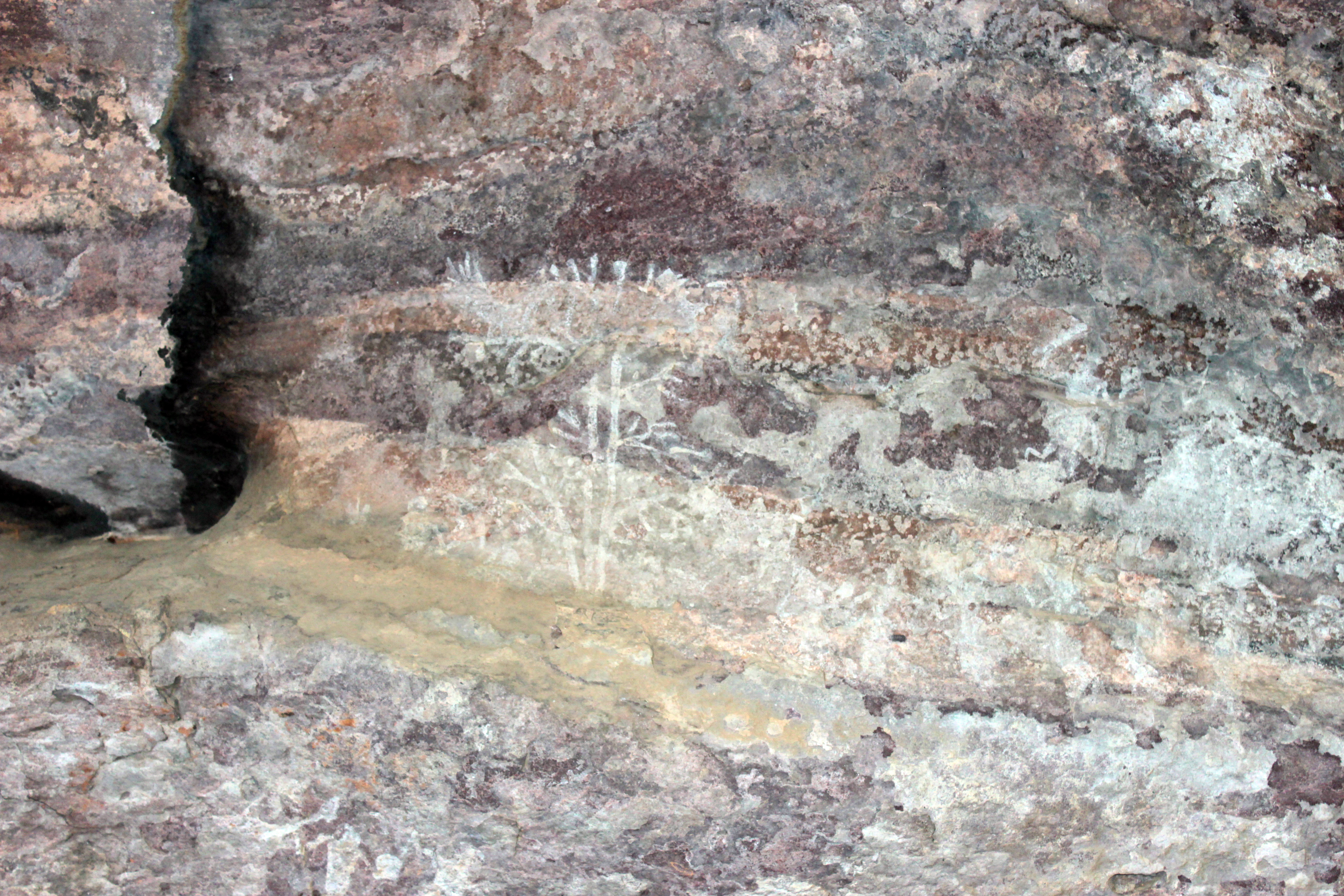
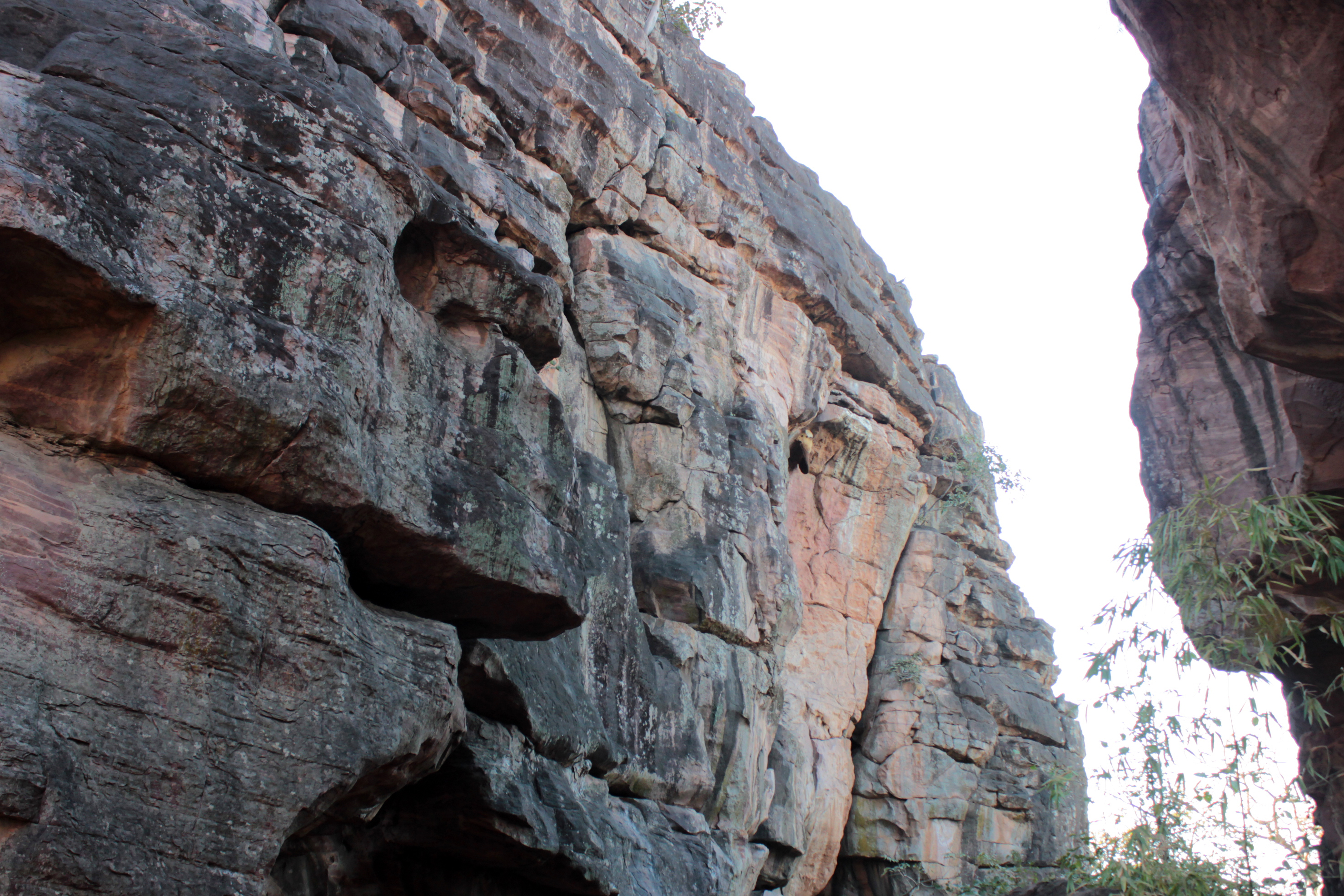
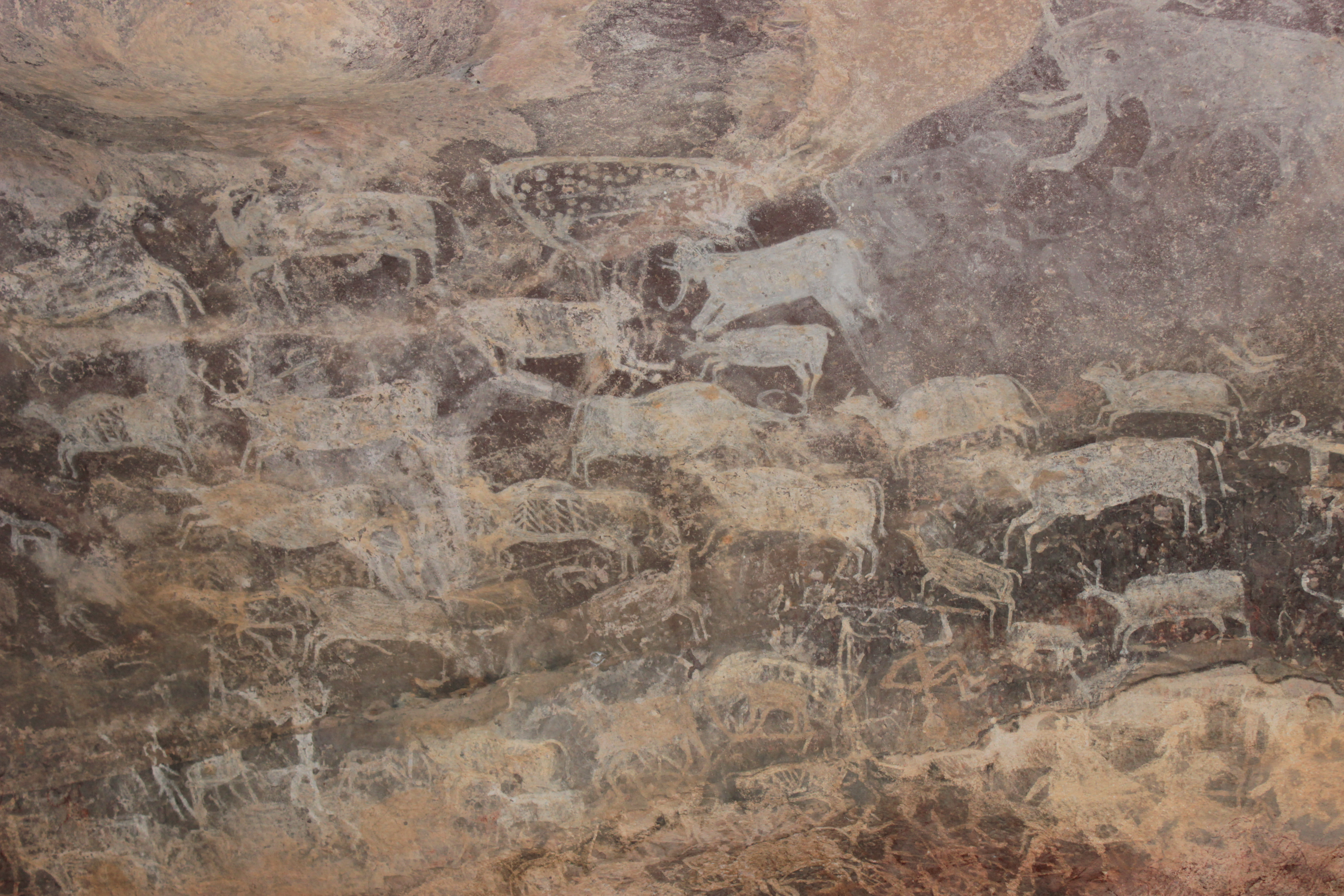
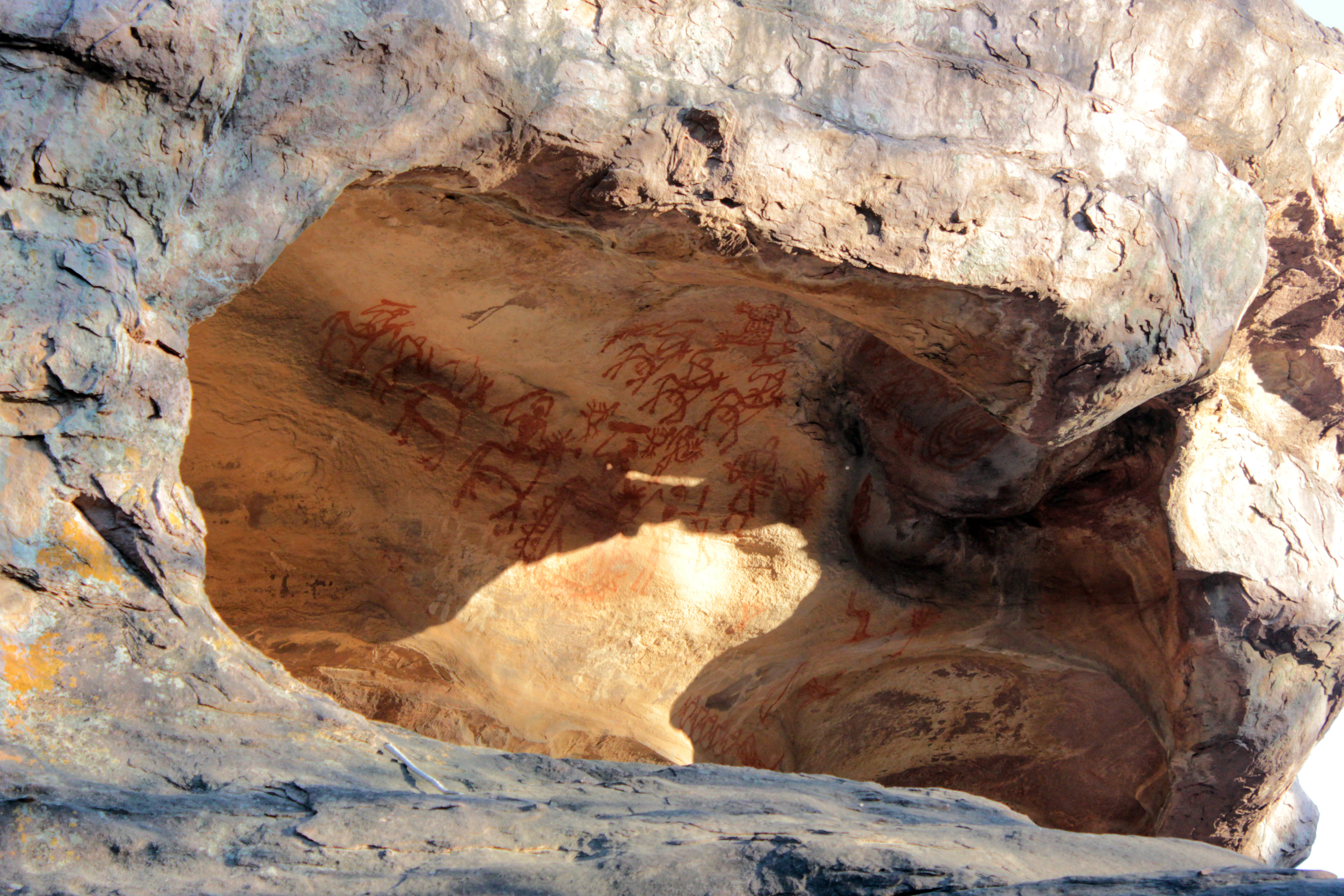
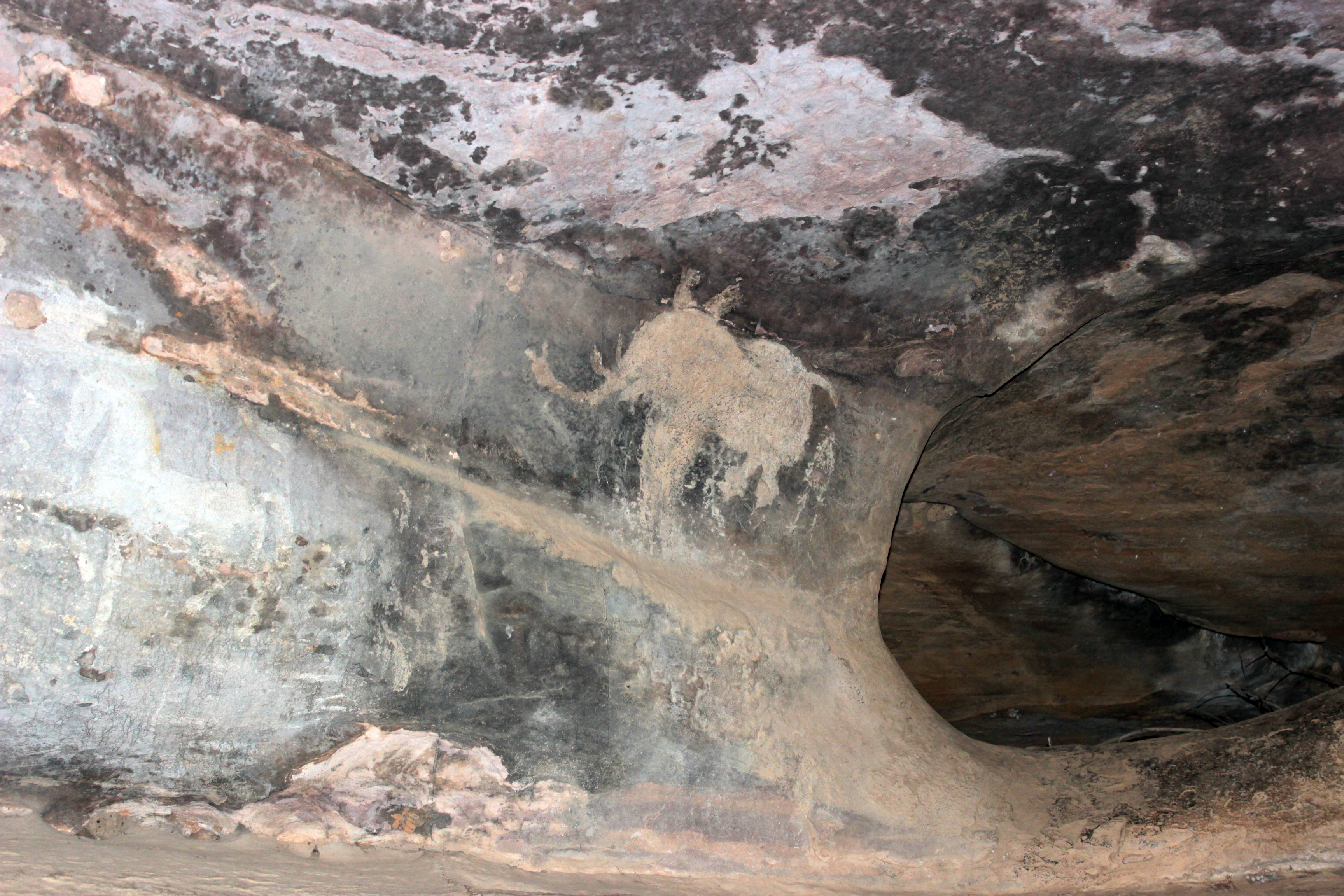
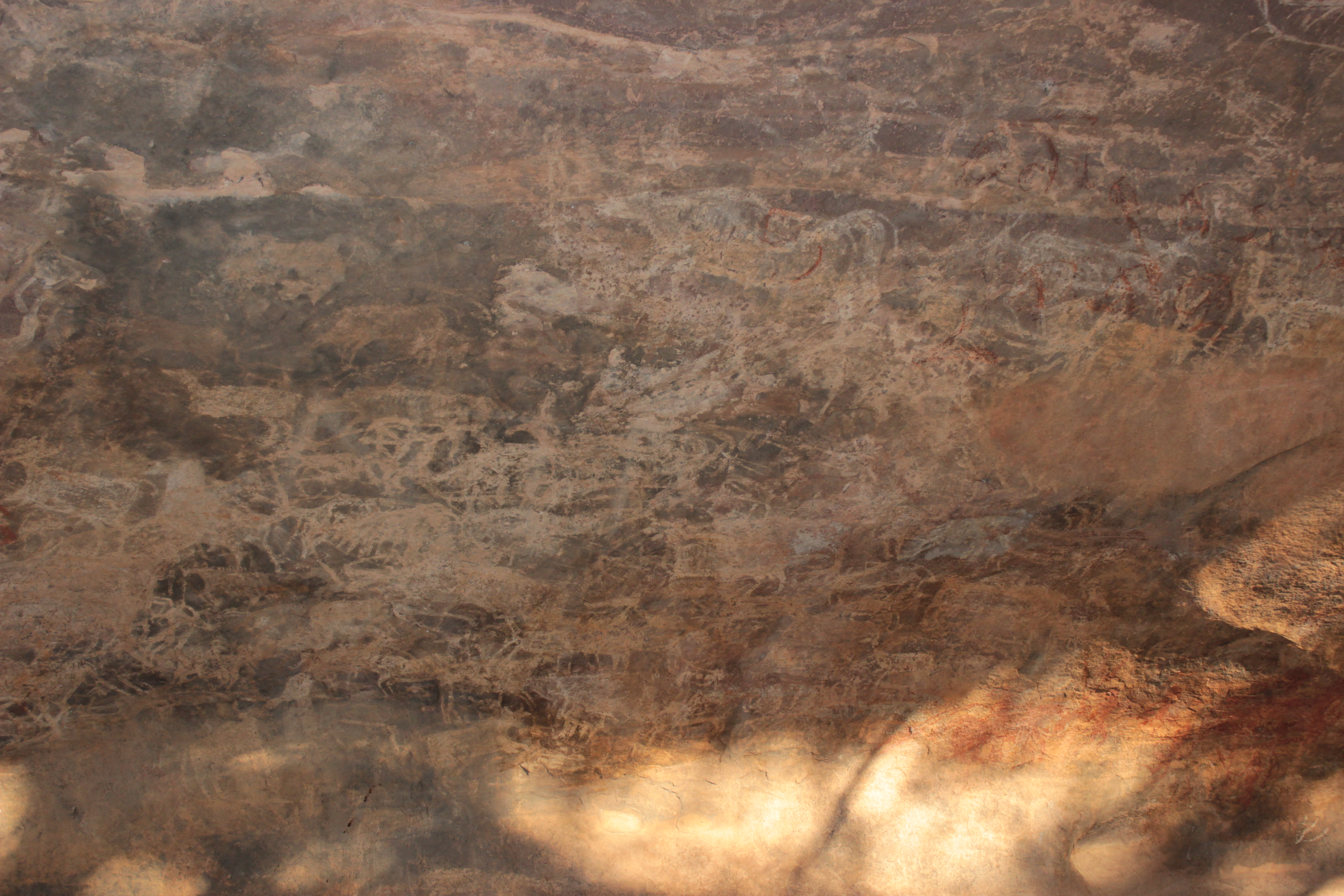
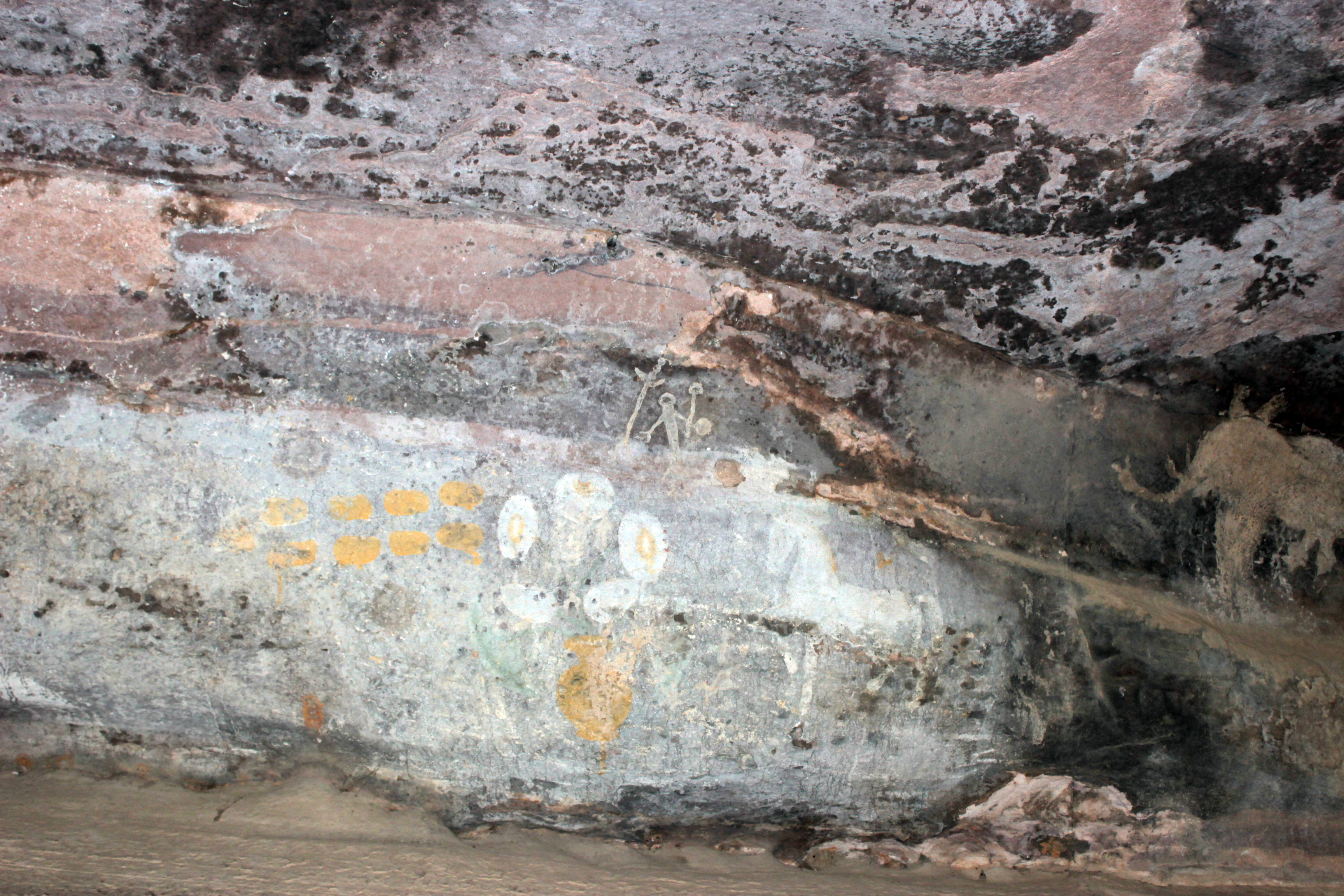
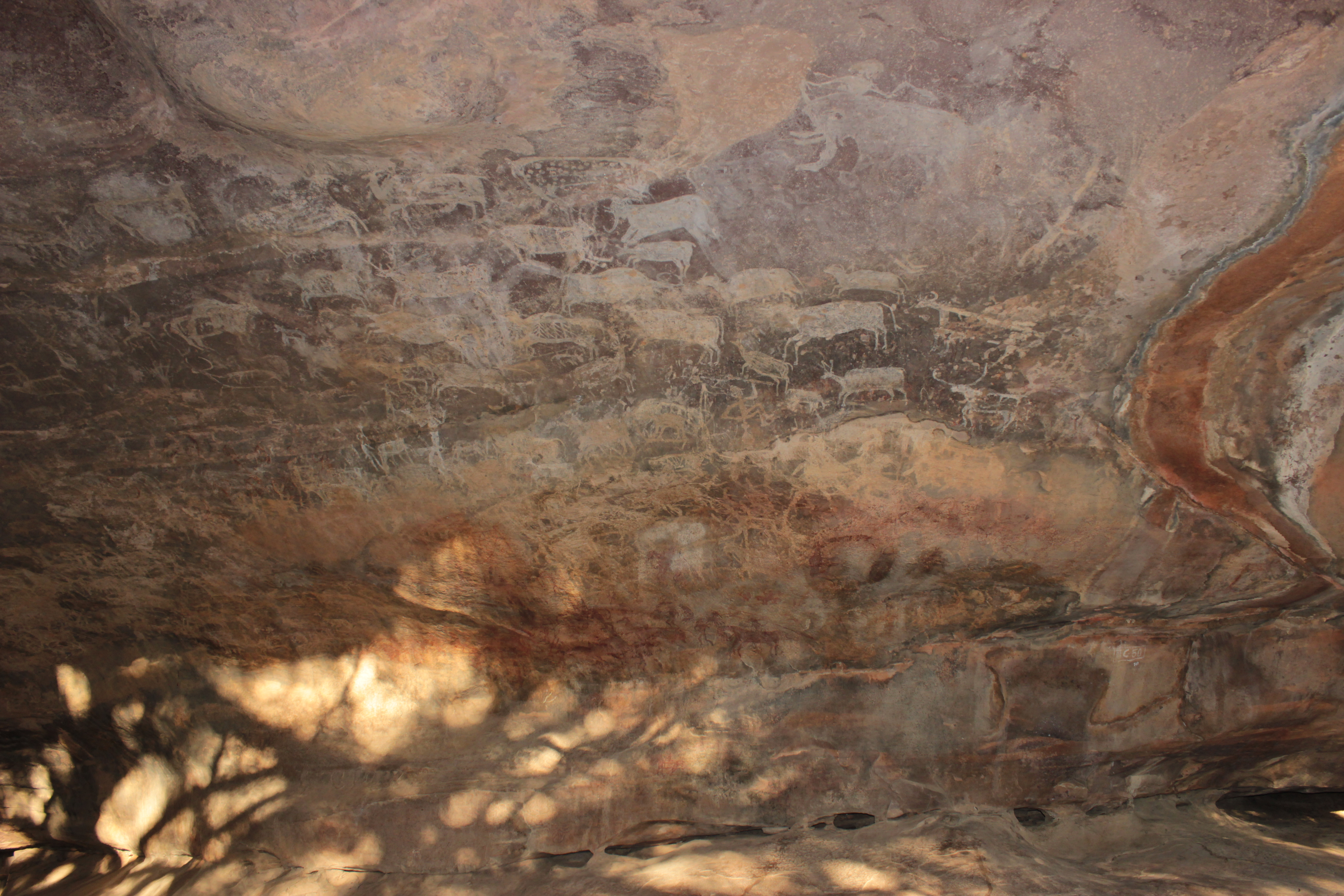
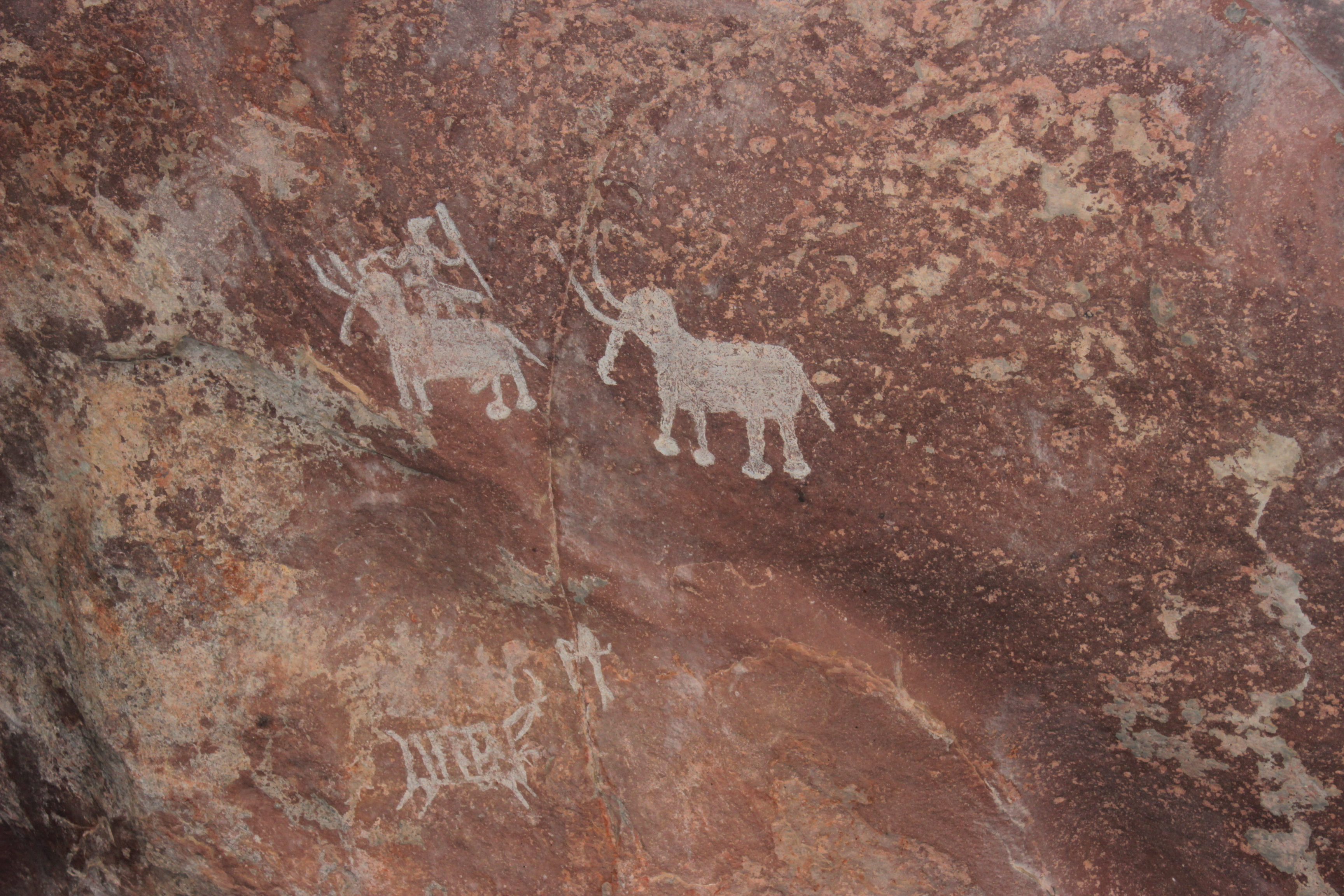
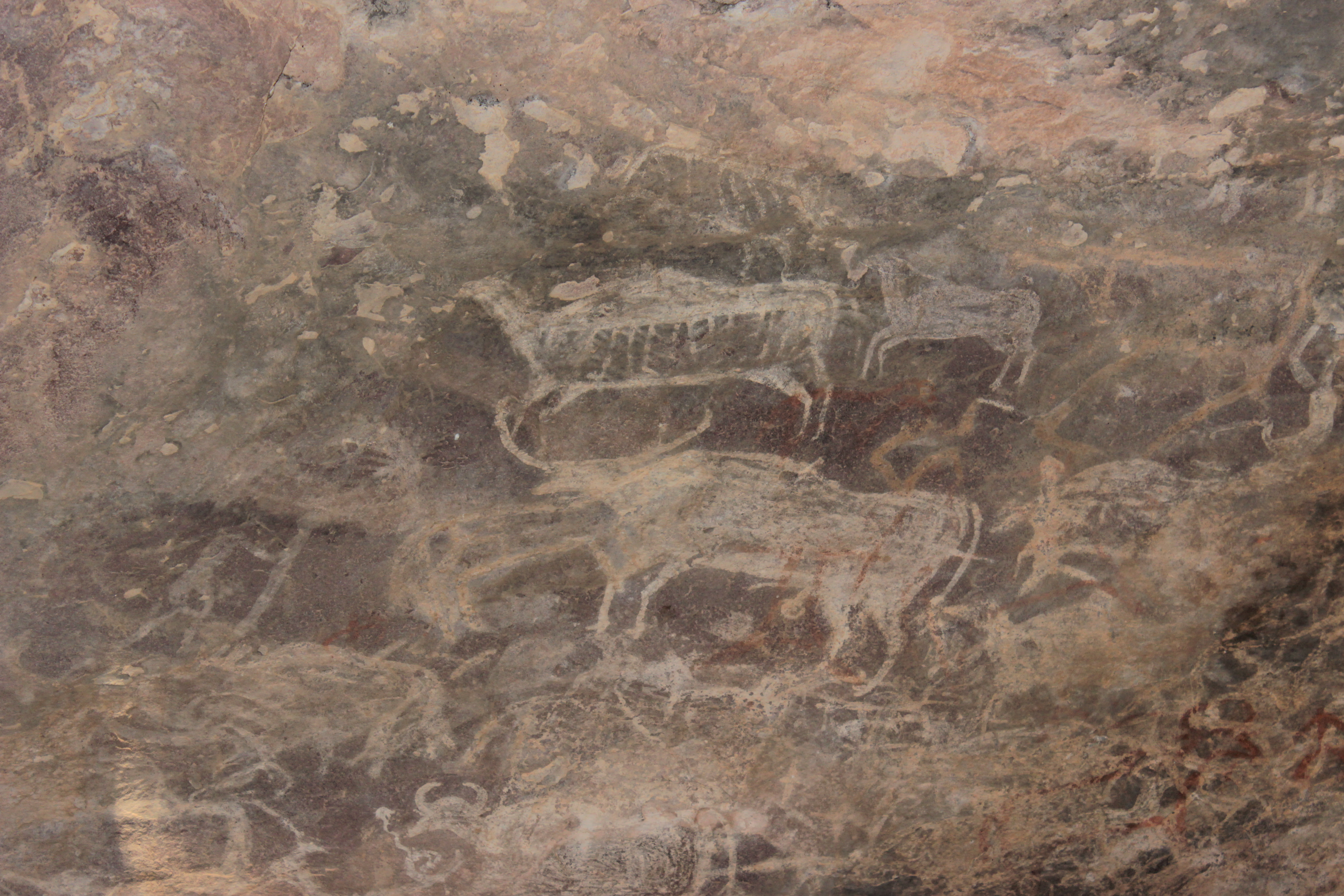
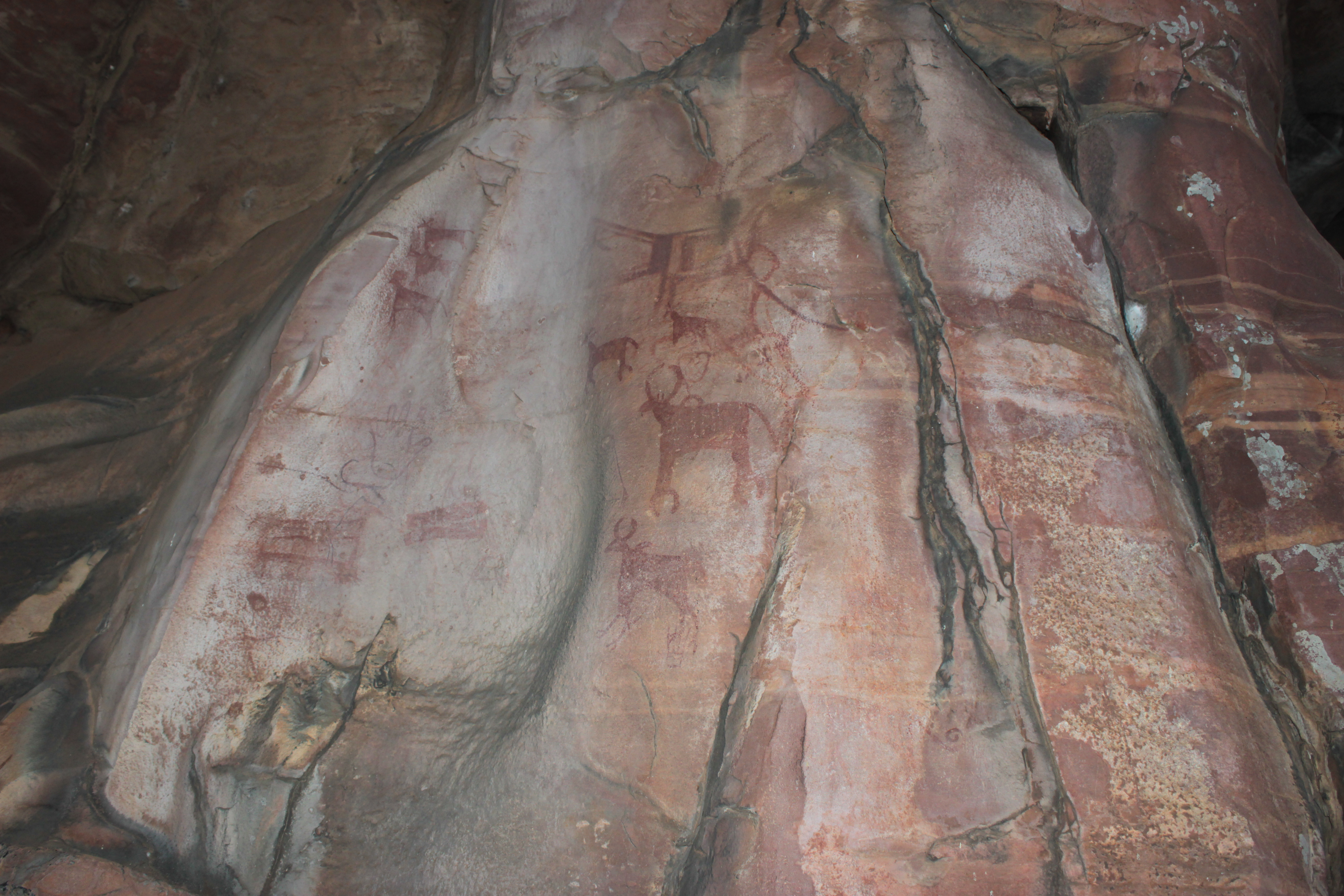
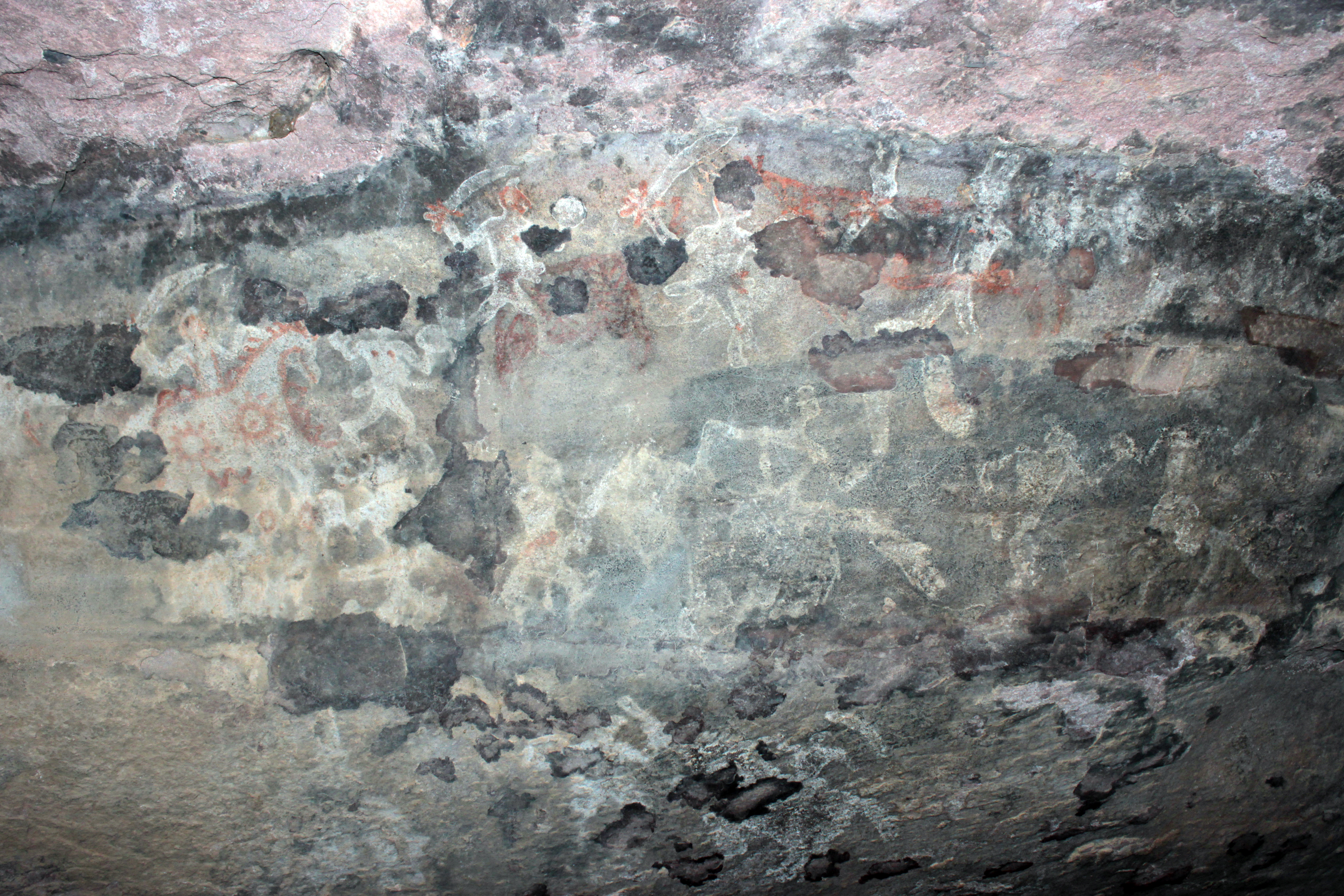
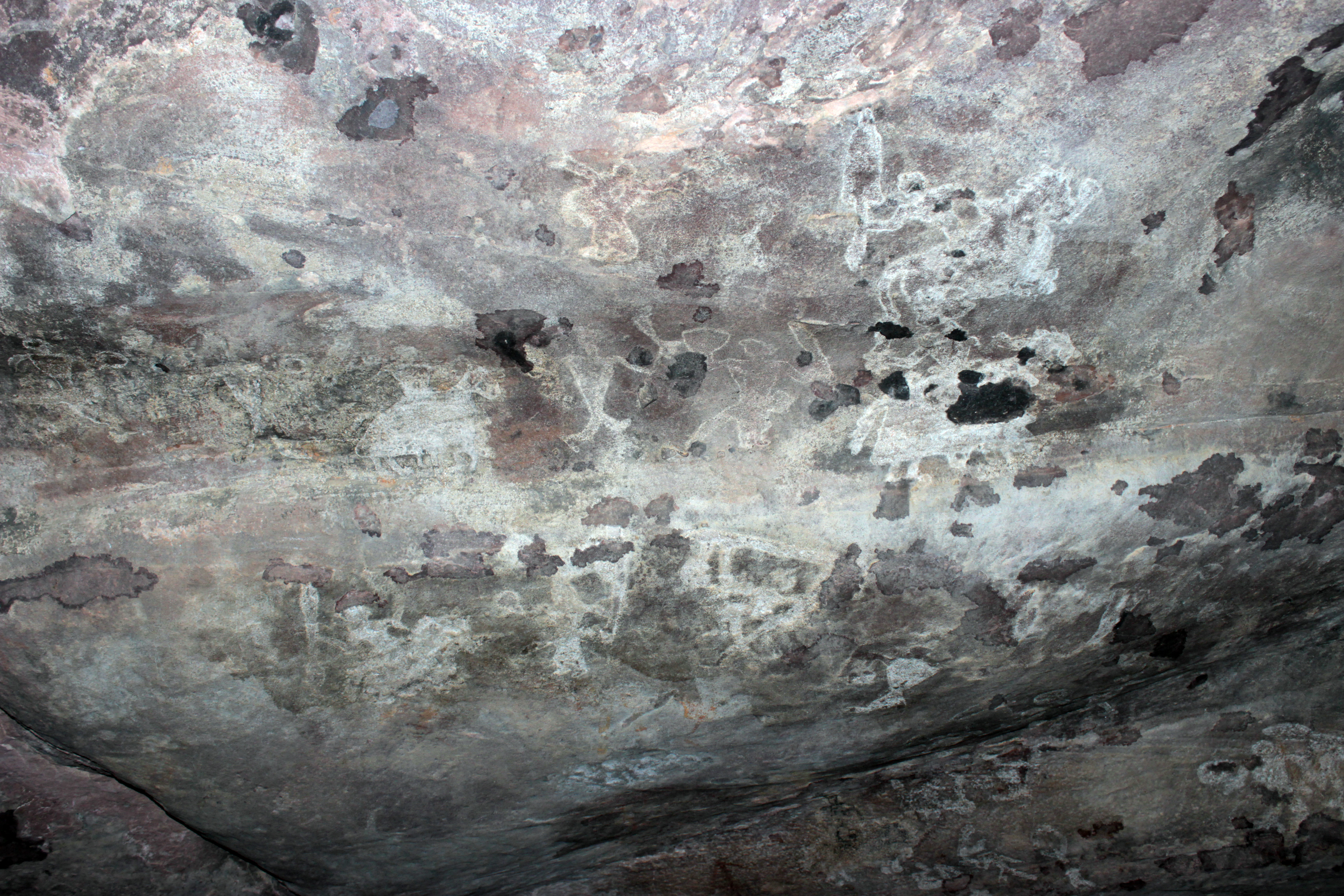
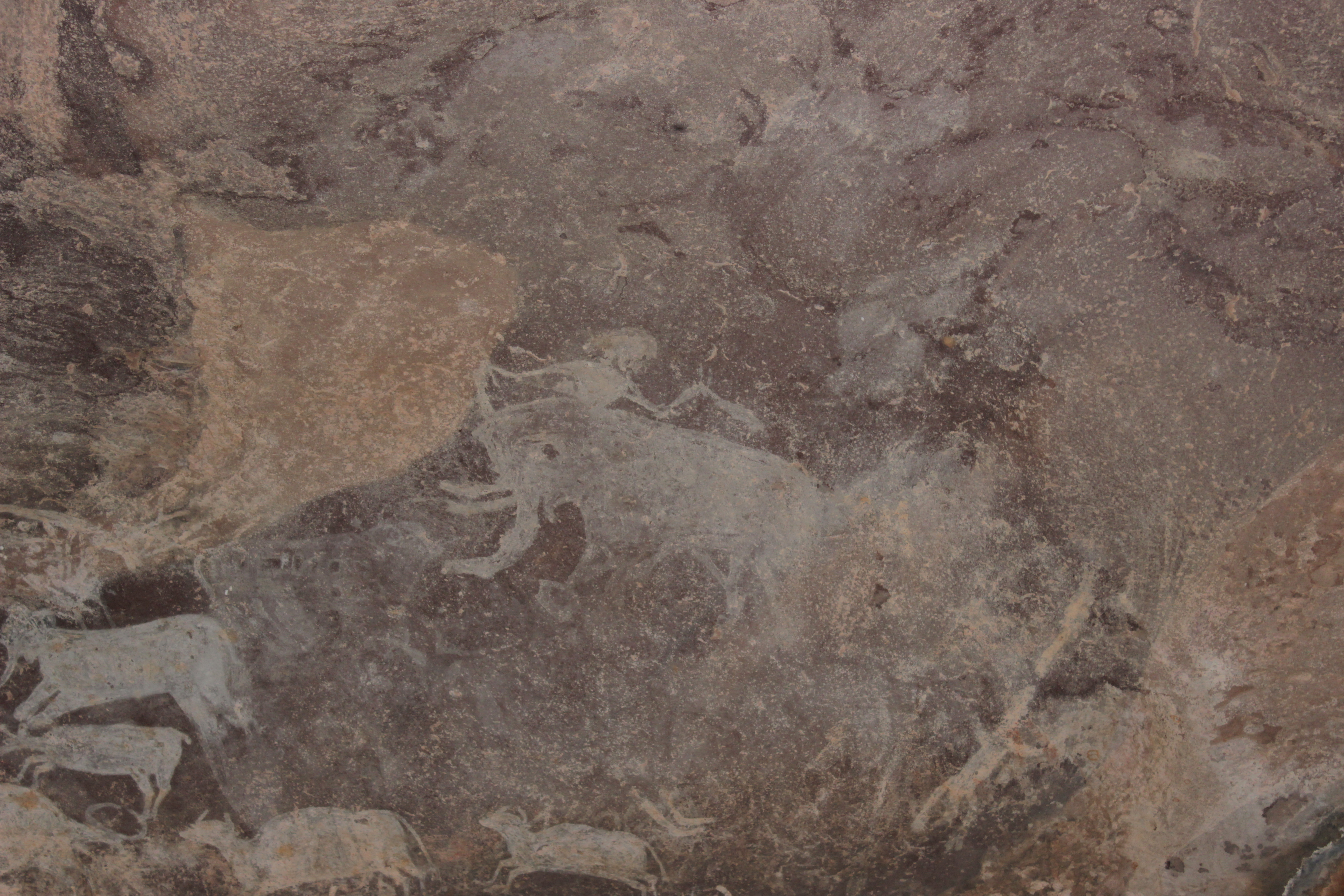